# Rari Nantes Florentia
El Rari Nantes Florentia és un club de natació i waterpolo italià de la ciutat de Florència, a la Toscana.
Fundat el 1904, és un dels clubs que ha jugat més cops el Campionat italià de waterpolo.

## Palmarès
- Copa LEN
  - Finalistes (2): 2002-03, 2012-13
- Recopa d'Europa
  - Campions (1): 2000-01
  - Finalistes (1): 1999-00
- Campionat italià: 
  - Campions (9): 1932-33, 1933–34, 1935–36, 1936–37, 1937–38, 1939–40, 1947–48, 1975–76, 1979–80
- Copa italiana: 
  - Campions (1): 1975-76